# Darryl Pandy
Pour les articles homonymes, voir Pandy.
Darryl Pandy (né à le 24 décembre 1962 et décédé le 11 juin 2011 à Chicago, dans l'Illinois) est un disc-jockey, chanteur, auteur-compositeur et producteur américain de musique électronique.

## Biographie
Issu de Broadway et de l'opéra, Pandy est l'un des principaux chanteurs de la chorale de l'église Church of Universal Awareness de Chicago.
Natif de Chicago, Darryl Pandy se fait connaître par le titre house Love Can't Turn Around de Farley « Jackmaster » Funk (alias du DJ Keith Farley) en 1986 ; il chante sur ce titre qui devient l'un des premiers morceaux de house music à s'imposer au Royaume-Uni. Le single se classe dans le top 10 hebdomadaire des meilleures ventes de disques en septembre 1986 dans ce pays, atteignant la dixième place et contribuant ainsi à populariser ce genre musical. Ce titre est réédité sur son premier album sorti dix ans plus tard. Cette voix exceptionnelle de la house arrive à couvrir six octaves et demi. Il est aussi l'interprète de Stairway to Heaven. Darryl Pandy collabore aussi avec le duo milanais formé par Maurizio Nari et Ronnie Milani. Avec ces derniers, il enregistre les singles Sunshine and Happiness puis Feel It.
Darryl Pandy décède le 11 juin 2011. Malade depuis 7 mois avant son décès à l'âge de 48 ans, Pandy bénéficie de plusieurs spectacles de bienfaisance.